# Prawosławna eparchia preszowska
Eparchia preszowska – jedna z czterech eparchii Kościoła Prawosławnego Czech i Słowacji, dwóch na terytorium Słowacji.

## Historia

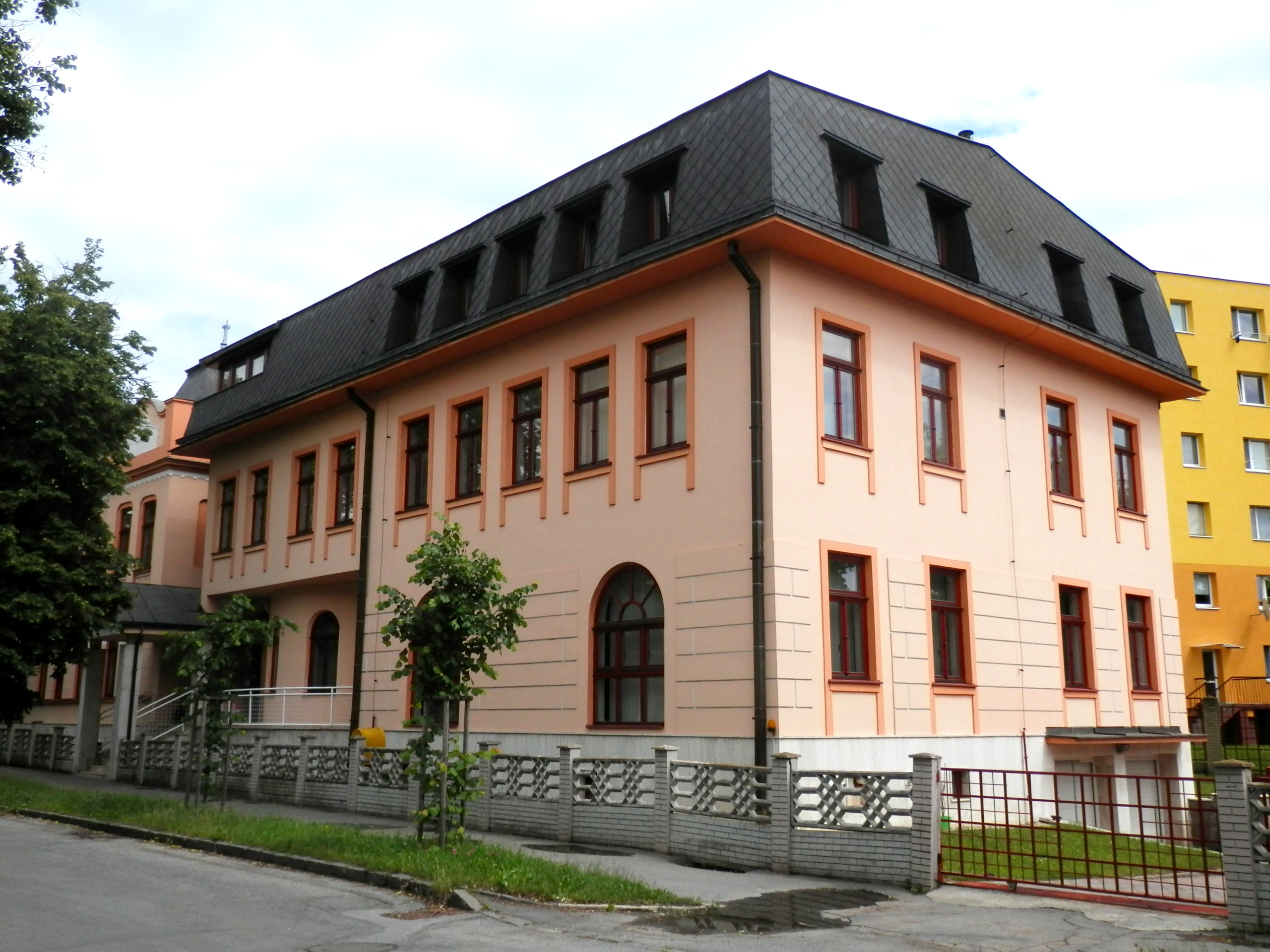
Siedziba kurii biskupiej

Eparchia powstała w 1929, grupując dawne parafie greckokatolickie, które przeszły na prawosławie. Nosiła początkowo nazwę eparchii mukaczewsko-preszowskiej i podlegała jurysdykcji Serbskiego Kościoła Prawosławnego. W 1945 część eparchii, jaka znalazła się w granicach Ukraińskiej SRR, została przekształcona w odrębną eparchię mukaczewską i użhorodzką, część Egzarchatu Ukraińskiego, pozostała część od 1950 funkcjonuje pod nazwą eparchii preszowskiej.
W 1951 eparchia weszła w skład autokefalicznego Kościoła Prawosławnego Czechosłowacji, a od 1993 jest częścią Kościoła Prawosławnego Ziem Czeskich i Słowacji.

## Podział administracyjny eparchii
Eparchia dzieli się na 8 archidekanatów, w skład których wchodzi ogółem 135 parafii, dysponujących 103 obiektami sakralnymi (100 cerkwi, 3 kaplice). Funkcjonuje również jeden męski klasztor (w Komárnie).

### Archidekanaty
- archidekanat dla powiatu Bardejów (z siedzibą w Bardejowie)
- archidekanat dla powiatów: Preszów, Sabinov, Lubowla i Vranov nad Topľou (z siedzibą w Preszowie)
- archidekanat dla powiatów: Humenné i Snina (z siedzibą w Sninie)
- archidekanat dla powiatu Medzilaborce (z siedzibą w Výravie)
- archidekanat dla powiatów: Stropkov i Svidník (z siedzibą w Svidníku)
- archidekanat dla powiatów: Poprad, Kieżmark, Nowa Wieś Spiska, Lewocza i Gelnica (z tymczasową siedzibą w Preszowie)
- archidekanat dla krajów: bańskobystrzyckiego i żylińskiego
- archidekanat dla krajów: bratysławskiego, trnawskiego, trenczyńskiego i nitrzańskiego (z siedzibą w Bratysławie)

## Biskupi preszowscy
- Aleksy (Diechtieriow), 1950–1955
- Doroteusz (Filip), 1955–1964
- Mikołaj (Kocvár), 1964–2006
- Jan (Holonič), 2006–2012
- Rościsław (Gont), od 2012 (od 9 grudnia 2013 locum tenens[3], a od 11 stycznia 2014 – zwierzchnik Kościoła; metropolita Ziem Czeskich i Słowacji[4]).